# المطهر بن محمد
الواثق بالله المطهر بن محمد (1298- 1350) كان إمام الزيدية في اليمن وحكم من الفترة ما بين (1330 - 1350).